# 基督堂區
基督堂區（英語：Christ Church）位於巴貝多南端，與聖邁克爾區、聖喬治區、聖菲利普區等區相鄰。
1. ↑  iso:code:3166:BB, International Organization for Standardization